# Jaudas
Jaudas foi um líder tribal berbere do monte Aurásio que desempenhou importante papel nas guerras do Império Bizantino do contra as tribos berberes na África.

## Vida

Localização do monte Aurásio (atual Orés) na Argélia

As origens de Jaudas são incertas. Era genro de Mefânias, a quem assassinou, e cunhado de Massonas. No início de 535, enquanto o general Salomão lidava com a revolta dos mouros de Bizacena, invadiu a Numídia, saqueando e levando cativos. Pouco depois, o oficial Altias e seu pequeno exército federado de 70 hunos confrontou-o perto da fonte d'água em Tigisis; Jaudas queria ter acesso a água da fonte para seus homens, enquanto Altias queria recuperar o butim e cativos da Numídia. Lutaram em combate solo, quando foi aterrorizado pela destreza de Altias, que matou seu cavalo quando fugia com seu exército. Todo o butim foi recuperado. Após a Batalha de Burgaão, na qual Salomão saiu vitorioso diante dos mouros, os berberes de Bizacena partiram para junto dele.
Salomão, Massonas, que pretendia vingar seu pai, e Órteas, que foi vítima duma conspiração de Jaudas e Mastigas, avançou contra o monte Aurásio. Salomão desafiou Jaudas à batalha, mas após três dias, desconfiado da lealdade de seus aliados mouros, partiu e não meteu-se em novos conflitos com os mouros até 537, devido à revolta do exército na primavera de 536. Jaudas ressurgiu em 537 quando juntou-se ao rebelde Estútias. Na Batalha das Escadas Ancestrais, desertou com os demais berberes e Estútias foi derrotado. No rescaldo, juntou-se a Germano para perseguir os rebeldes. Em 540, foi atacado e derrotado por Salomão em sua fortaleza no monte Aurásio e fugiu ferido à Mauritânia; suas esposas e tesouros foram capturados. No final de 545, em coalizão com Guntárico, marchou com Cusina para Cartago, enquanto Antalas atacou Bizacena. Depois, submeteu-se a João Troglita. Ainda eram aliados em 547/8 e 548.